# 警之光
《警之光》（英語：Blue Lights）是2023年一部由英国广播公司第一台拍摄的连续剧。該電視劇主要講述的是在北爱尔兰贝尔法斯特实习的三名警察的故事。第一季总共有六集，於2023年3月27日首播。目前二至四季陸續上映。

## 外部來源
- 互联网电影数据库（IMDb）上《警之光》的资料（英文）